# Marco Geraci
Marco Geraci (Palermo, 30 maggio 1982) è un ex rugbista a 15 e allenatore di rugby a 15 italiano, tecnico del settore "Minirugby" Under-10 della Benetton Treviso.

## Caratteristiche
È alto 179 cm e pesa 110 kg. Giocava come pilone o tallonatore.

## Carriera
Ha cominciato a giocare a rugby nell'A.S.Benetton Treviso nel 1997 e ha giocato con quest'ultima fino al 2003, vincendo 3 Campionati italiani. Nella stagione 2003-04 è passato dalle giovanili di Treviso alla Seniores di Paese (Comune della provincia di Treviso) che militava nel Campionato di serie A. Dal 28 ottobre 2003 al 1º novembre
2003 ha preso parte alla Coppa Europea per Regioni con la selezione C.I.V.(Comitato Interregionale delle Venezie) arrivando ai quarti di finale. Nella stagione sportiva 2004-05 si trasferisce nelle file del Rugby Mirano che militava nel campionato di serie A dove affronta un ottimo campionato giocando tutte le partite del campionato e segnando 6 mete.
Dopo due anni di maturazione in serie A arriva il Top ten nelle file dell'Amatori Catania Rugby nell'anno sportivo 2005-06 e 2006-07.